# Mirjam Dinkelbach
Mirjam Dinkelbach OCist (* 10. Januar 1959 in Mülheim an der Ruhr als Margot Christine Dinkelbach) ist eine deutsche Zisterzienserin und Altäbtissin des Klosters Marienkron.

## Leben
Margot Christine Dinkelbach studierte nach ihrem Abitur in Düsseldorf von 1977 bis 1983 Katholische Theologie an der Westfälischen Wilhelms-Universität Münster und der Dormitio-Abtei in Jerusalem (Theologisches Studienjahr). Sie trat der Ordensgemeinschaft der Zisterzienserinnen im österreichischen Mönchhof bei, wurde am 14. August 1985 in das Noviziat aufgenommen und nahm den Ordensnamen Mirjam an. Am 14. August 1986 legte sie die Profess ab. 
Am 7. Oktober 2001 wurde sie vom Konvent der Abtei zur Äbtissin gewählt. Am 8. Dezember 2001 erfolgte die Benediktion zur zweiten Äbtissin der burgenländischen  Zisterzienserinnenabtei Marienkron in Mönchhof in Österreich. Ihr Wahlspruch ist In Sinu Patris (Im Schoß des Vaters; Joh 1, 18).
2010 wurde sie im Augustiner Chorherrenstift Herzogenburg durch Erzbischof Alois Kothgasser, den Großprior der österreichischen Statthalterei des Ritterordens vom Heiligen Grab zu Jerusalem, im Rang einer Komturdame mit Stern investiert. Sie war erstes Mitglied eines geistlichen Frauenordens der Grabesritter in Österreich.
Aus gesundheitlichen Gründen legte sie am 4. Februar 2011 ihr Amt als Äbtissin nieder.